# Jim Beam
Jim Beam je značka a palírna bourbon whiskey pocházející z Clermontu v americkém státě Kentucky.

## Historie
Rodinná firma byla založená v roce 1795 Jacobem Beamem a tradiční výroba je také jedním z významných rysů dodnes. Novou palírnu v Clermontu postavil až pravnuk Jacoba Beama. Dnes podnik řídí Frederik Booker Noe, potomek sedmé generace zakladatele palírny. Tato značka se vyznačuje mírným, spíše nasládlým aroma, velkým podílem dubu, trochu vanilky, karamelu a hnědého cukru. Chuť je lehká, nepříliš sladká, poněkud plochá, s nádechem dubu a ořechu. Dokončení je krátké, suché a čisté. Pro svoje vlastnosti se hodí i do míchaných nápojů.
V roce 2001 byla značka Jim Beam oceněna mezinárodní cenou International Distiller of the Year.

## Zajímavosti
V reklamách na Jim Beam vystupovaly mj. i filmové hvězdy Kevin Sorbo, Leonardo DiCaprio či Mila Kunis. V americkém snímku Bezstarostná jízda si z placatky Jim Beam s velkou chutí přihýbá postava ztvárněná Jackem Nicholsonem.